# Oxaenanus picticilia
Oxaenanus picticilia là một loài bướm đêm trong họ Noctuidae.